# Король Лир (предстоящий фильм)
«Король Лир» (англ. Lear Rex) — предстоящий американский драматический художественный фильм режиссёра Бернарда Роуза. Киноадаптация пьесы Уильяма Шекспира «Король Лир». Главную роль исполнит Аль Пачино.

## Сюжет
В Британии IX века до н. э. легендарный король Лир на склоне лет решает уйти от дел и разделить своё королевство между тремя дочерьми.

## В ролях
- Аль Пачино — король Леир
- Джессика Честейн — Гонерилья
- Ариана Дебос — Корделия
- Рэйчел Броснахэн — Регана
- Лакит Стэнфилд — Эдмунд
- Питер Динклэйдж — Дурак[англ.]
- Крис Мессина — Герцог Корнуолльский
- Тед Левайн — Граф Кент
- Дэнни Хьюстон — Герцог Олбани
- Рис Койро[англ.] — Освальд
- Мэттью Джейкобс[англ.]
- Стивен Дорфф

## Производство
В апреле 2023 года Аль Пачино заявил, что работает над проектом новой киноадаптации «Короля Лира». В феврале 2024 года стало известно, что режиссёром киноадаптции станет Бернард Роуз, а главные роли исполнят Аль Пачино и Джессика Честейн. 1 августа 2024 года стало известно, что в фильме снимутся Ариана Дебос, Рэйчел Броснахэн, Лакит Стэнфилд и Питер Динклэйдж. Съёмки должны начаться 12 августа 2024 года в Лос-Анджелесе.